# 圖爾蓋州
圖爾蓋州（俄语：Тургайская область）是俄羅斯帝國、蘇聯和哈薩克斯坦的一個舊州，位於今日哈薩克斯坦的西北部。

## 俄羅斯帝國時期
請參考圖爾蓋州 (俄羅斯帝國)

## 蘇聯和哈薩克斯坦時期
1970年自庫斯塔奈州南部和阿克莫拉州西部建成。1988年被裁撤。1990年復設，1997年又裁撤。面積111,900平方公里。1981年人口285,000人。首府阿爾卡雷克。